# ماري سميث جونز
ماري سميث جونز (14 مايو، 1918 – 21 يناير، 2008) كانت آخر متحدث للغة إياك. 
ولدت في كوردوفا، ألاسكا.
في مقابلةٍ عام 2005 وضحت سميث جونز أن اسمها بلغة إياك هو Udach' Kuqax*a'a'ch والذي يترجم حسب قولها إلى «صوت ينادي الناس من بعيد».